# گریت تورینگتون
longitudeگریت تورینگتونlatitudeگریت تورینگتون
گریت تورینگتون (به انگلیسی: Great Torrington) یک شهرک در بریتانیا است که در انگلستان واقع شده‌است.